# Helíades
As Helíades (em grega: Ηλιάδες, "filhas de Hélio"), na mitologia romana, eram as filhas de Hélio, o deus que conduzia o Sol diante de Apolo. De acordo com algumas versões de seu mito, eram três: Egialeia, Egle e Etéria. De acordo com outra, seriam cinco: Hélia, Mérope, Febe, Etéria e Dioxipe. Seu possível irmão, Fáeton, morreu após tentar conduzir a carruagem de seu pai (o Sol) pelo céu; incapaz de controlar os cavalos, acabou despencando das alturas. As Helíades entraram em luto por cinco meses, e os deuses as transformaram nos choupos, e suas lágrimas em âmbar. Algumas fontes dizem que suas lágrimas teriam formado o rio Erídano.